# Synergy Baku Cycling Project/Saison 2014
Dieser Artikel listet Erfolge und Fahrer des Radsportteams Synergy Baku Cycling Project in der Saison 2014 auf.

## Erfolge in der UCI Europe Tour
In den Rennen der Saison 2014 der UCI Europe Tour gelangen die nachstehenden Erfolge.
| Datum     | Rennen                                              | Kat. | Sieger          |
| --------- | --------------------------------------------------- | ---- | --------------- |
| 9. März   | Poreč Trophy                                        | 1.2  | Maxym Awerin    |
| 28. April | 4. Etappe Tour de Bretagne                          | 2.2  | Markus Eibegger |
| 20. Mai   | 3. Etappe An Post Rás                               | 2.2  | Jan Sokol       |
| 23. Mai   | 6. Etappe An Post Rás                               | 2.2  | Markus Eibegger |
| 27. Juni  | Aserbaidschanische Meisterschaft – Einzelzeitfahren | CN   | Elchin Asadov   |
| 29. Juni  | Aserbaidschanische Meisterschaft – Straßenrennen    | CN   | Elchin Asadov   |

## Zugänge – Abgänge
| Zugänge            | Team 2013                     | Abgänge                          | Team 2014                               |
| ------------------ | ----------------------------- | -------------------------------- | --------------------------------------- |
| Matthew Brammeier  | Champion System               | Kirill Posdnjakow                | RusVelo                                 |
| Maxym Awerin       | Atlas Personal-Jakroo         | Dan Craven                       | Bike Aid-Ride for Help                  |
| Luke Davison       | Drapac Cycling                | John Bohn Ebsen                  | CCN Cycling Team                        |
| William Walker     | Drapac Cycling                | Rico Rogers                      | OCBC Singapore Continental Cycling Team |
| Daniel Klemme      | Leopard-Trek Continental Team | Anuar Manan                      | Terengganu Cycling Team                 |
| Markus Eibegger    | Gourmetfein Simplon           | David Clarke                     | KTM Cycling Team-Road and Trail.com     |
| Jan Sokol          | Gourmetfein Simplon           | Johannes Huseby                  | Unbekannt                               |
| Michael Schweizer  | Team NSP-Ghost                | Ruslan Mustafayev                | Unbekannt                               |
| Mahammad Alakbarov | Neoprofi                      | William Walker (bis 18. Februar) | Karriereende                            |
| Philip Lavery      | AC Bisontine (ab 18. Februar) | Patrick Lane (bis 15. Juli)      | Unbekannt                               |
| Enver Asanov       | Neoprofi (ab 15. Juli)        | Philip Lavery (bis 15. Juli)     | Unbekannt                               |
| Ismail Iliasov     | Neoprofi (ab 15. Juli)        |                                  |                                         |

## Mannschaft
| Name                   | Geburtstag         | Nationalität  |
| ---------------------- | ------------------ | ------------- |
| Mahammad Alakbarov     | 22. April 1985     | Aserbaidschan |
| Elchin Asadov          | 12. Februar 1987   | Aserbaidschan |
| Enver Asanov           | 25. Januar 1994    | Aserbaidschan |
| Maxym Awerin           | 28. November 1985  | Ukraine       |
| Matthew Brammeier      | 7. Juni 1985       | Irland        |
| Luke Davison           | 8. Mai 1990        | Australien    |
| Markus Eibegger        | 16. Oktober 1984   | Österreich    |
| Ismail Iliasov         | 2. August 1994     | Aserbaidschan |
| Tural Isgandarov       | 12. Januar 1992    | Aserbaidschan |
| Agshin Ismaylov        | 18. August 1987    | Aserbaidschan |
| Samir Jabrayilov       | 7. September 1994  | Aserbaidschan |
| Daniel Klemme          | 29. Dezember 1991  | Deutschland   |
| Connor McConvey        | 20. Juli 1988      | Irland        |
| Christoph Schweizer    | 4. März 1986       | Deutschland   |
| Michael Schweizer      | 16. Dezember 1983  | Deutschland   |
| Jan Sokol              | 26. September 1990 | Österreich    |
| Olexandr Surutkowytsch | 8. Januar 1984     | Ukraine       |